# Andreas Dörfler
Andreas Dörfler (* 21. April 1984 in Regensburg) ist ein ehemaliger deutscher Eishockeyspieler, der über viele Jahre beim EV Regensburg unter Vertrag stand.

## Karriere
Dörfler begann als Kind beim EV Regensburg mit dem Eishockeyspielen und durchlief dort im Nachwuchsbereich die verschiedenen Altersstufen, bis er 2000/01 im Alter von 16 Jahren zu den Jungadlern Mannheim wechselte und dort in der Regionalliga Süd und in der Premierensaison der DNL eingesetzt wurde. Bereits nach einem Jahr kehrte er jedoch nach Regensburg zurück, wo er die Chance bekam im Herrenteam in der 2. Bundesliga zu spielen. 2002 wurde er in die U18-Nationalmannschaft berufen, für die er während der U18-Weltmeisterschaft acht Spiele absolvierte. Zur Saison 2006/07 wechselte Dörfler zum ETC Crimmitschau, kehrte aber auch diesmal bereits nach einem Jahr wieder nach Regensburg zurück.  
Nach der Insolvenz der EVR Eisbären Betriebs GmbH mit Ablauf der Saison 2007/08 war er neben Sven Gerike am Wiederaufbau seines Heimatvereins beteiligt und war anschließend   nicht nur als Spieler, sondern im Rahmen seines Studiums auch im Bereich Marketing und Vertrieb für den EV Regensburg tätig. 2012 beendete er seine Spielerkarriere.

## Karrierestatistik
(Legende zur Spielerstatistik: Sp oder GP = absolvierte Spiele; T oder G = erzielte Tore; V oder A = erzielte Assists; Pkt oder Pts = erzielte Scorerpunkte; SM oder PIM = erhaltene Strafminuten; +/− = Plus/Minus-Bilanz; PP = erzielte Überzahltore; SH = erzielte Unterzahltore; GW = erzielte Siegtore; 1 Play-downs/Relegation; Kursiv: Statistik nicht vollständig)